# Chusquea quila
Chusquea quila är en gräsart som beskrevs av Carl Sigismund Kunth. Chusquea quila ingår i släktet Chusquea och familjen gräs. Inga underarter finns listade i Catalogue of Life.

## Bildgalleri

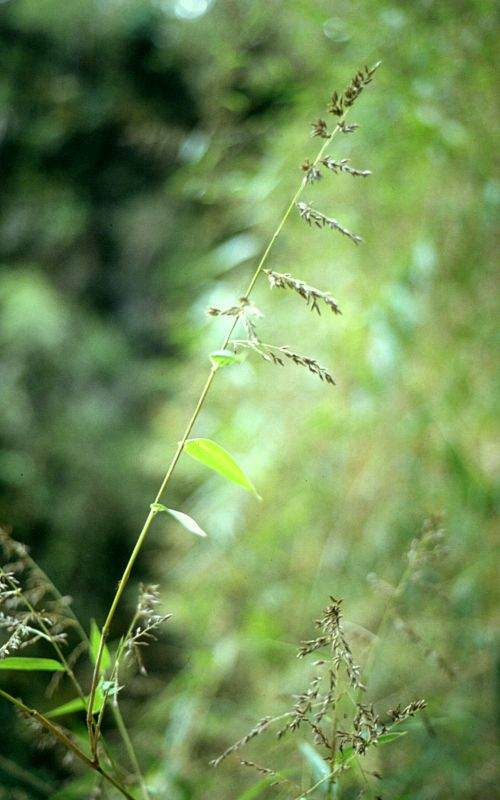
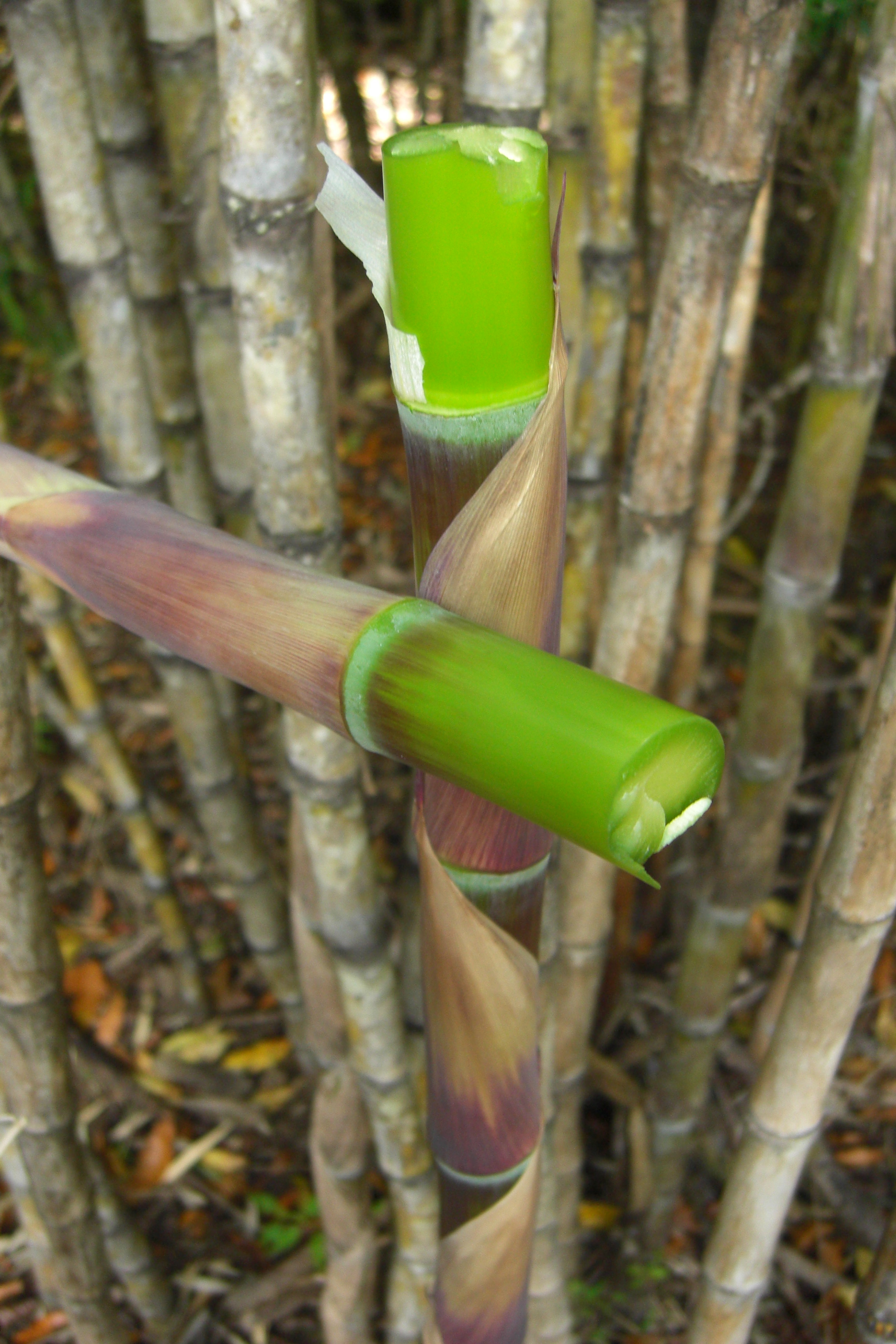